# Франко-російський союз (1891—1893)

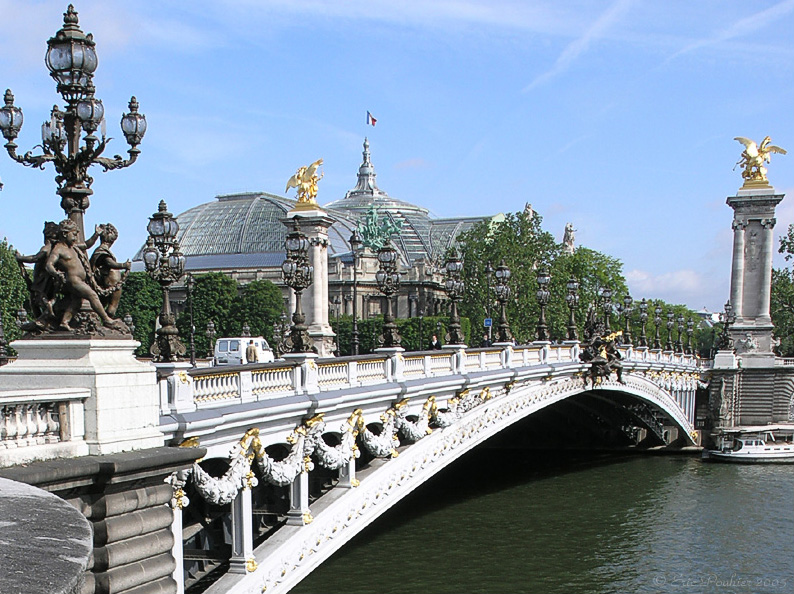
Міст Александра III у Парижі був закладений самим Миколою II

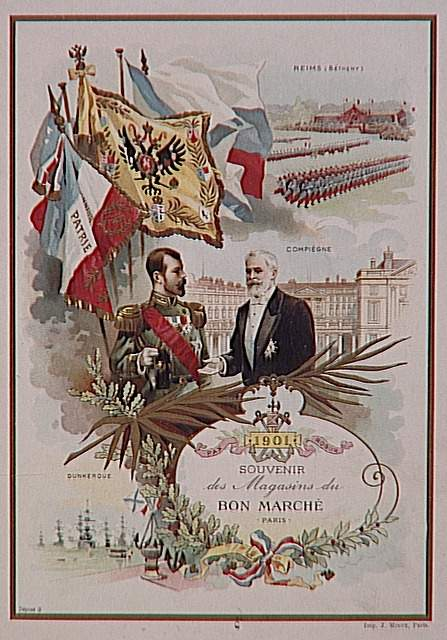
Микола II й Еміль Лубе, 1901

Франко-російський союз (фр. Alliance Franco-Russe, рос. Франко-Русский Альянс), також відомий як Подвійна Антанта або Російсько-французьке зближення (Rapprochement Franco-Russe, Русско-Французское Сближение) — військово-політичний союз Росії та Франції, що став основним вектором зовнішньої політики двох держав у 1891—1917 роках й передував створенню троїстої Антанти. Протистояв Троїстому союзу на чолі з Німеччиною.

## Історія створення
Після розгрому у Франко-прусській війні Франція була змушена готуватись до реваншу у дипломатичній ізоляції. Відправивши у відставку Бісмарка, молодий німецький імператор Вільгельм II відмовився від Союзу трьох імператорів, який упродовж тривалого часу затверджував дружні стосунки Німеччини та Росії. Він волів бачити головним союзником Австро-Угорщину — найнебезпечнішого суперника Росії на Балканах.
Щоб уникнути дипломатичної ізоляції, російський міністр закордонних справ Микола Гірс почав перемовини з урядом Саді Карно. Союз авторитарної імперії й демократичної республіки, що вразив усю Європу, було оформлено угодою 1891 року та секретною військовою конвенцією 18 серпня 1892 року. Сторони зобов'язувались надавати взаємну допомогу у разі нападу Німеччини чи Австро-Угорщини на Росію або Італії й Німеччини на Францію. У подальшому союз було підтверджено російсько-французькою військово-морською конвенцією 1912.
11 (23) липня 1891 року до Кронштадта з візитом прибула французька військова ескадра. Імператор Олександр III особисто вітав французьких моряків; вислухав виконання французького революційного гімну «Марсельєзи» у Петергофі під час обіду, що вразило пітерську публіку.
21 серпня 1891 року Росія та Франція підписали угоду про консультації всіх питань та політичної домовленості двох сторін.
У 1890-х роках почало бурхливо розвиватись і культурне співробітництво Росії та Франції. Найелегантніший міст Парижа було названо на честь Олександра III, натомість у Петербурзі президент Фелікс Фор відкрив зведений за проектом Ейфеля Троїцький міст через Неву.
Не менш важливим, ніж військовий та культурний, був і економічний вимір Франко-російського союзу. Велике значення для розвитку російської економіки мали позики, які розміщувались у Франції, як державні, так і муніципальні, банківські та промислові. Окрім позик значну роль також відігравала участь французького капіталу у російських акціонерних підприємствах. На початку XX століття близько чверті усіх французьких інвестицій за межами Франції припадало на Росію. Російсько-французький союз був анульований більшовицьким урядом у 1917.

## Галерея

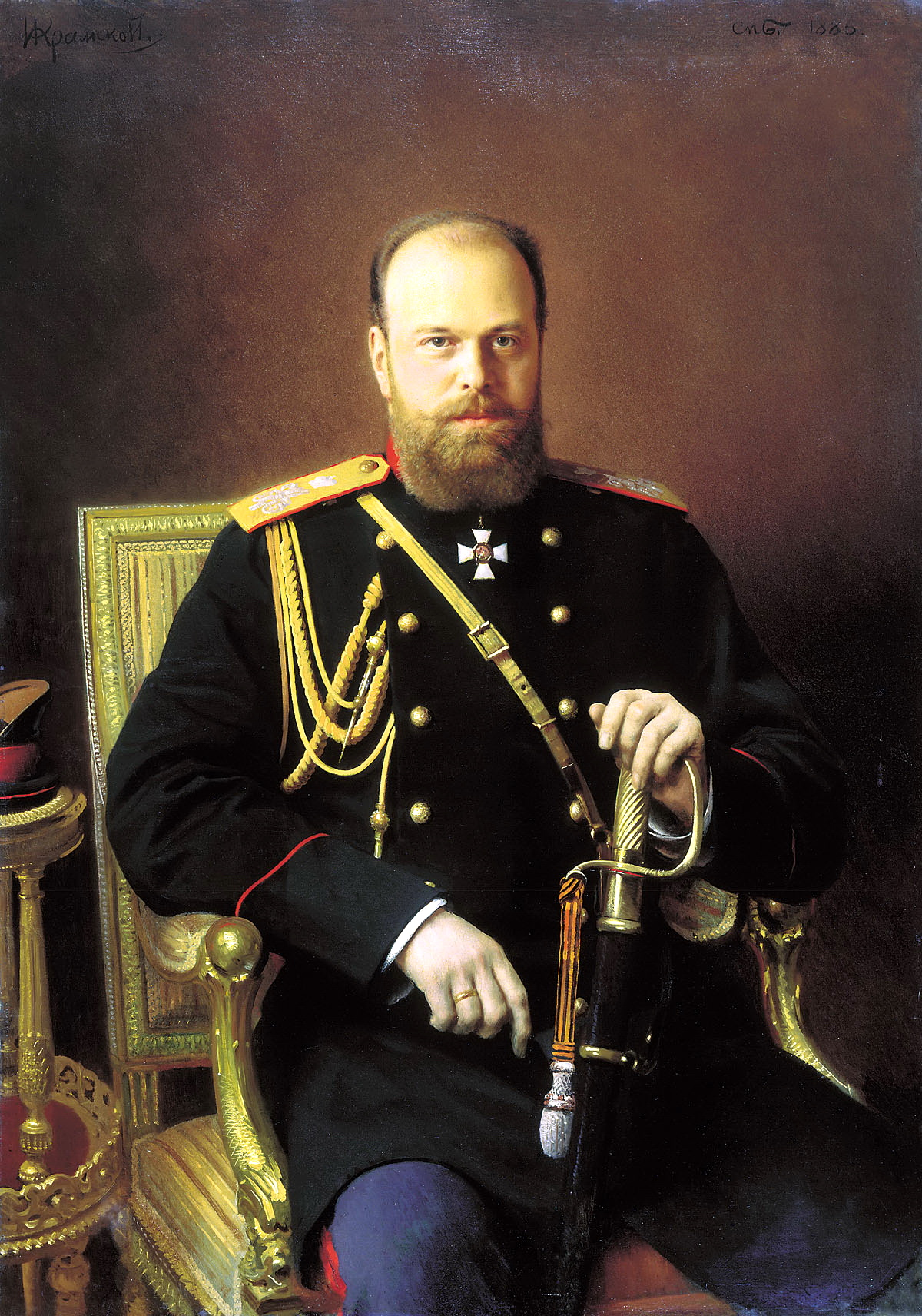
Імператор Олександр III започаткувава франко-російський союз
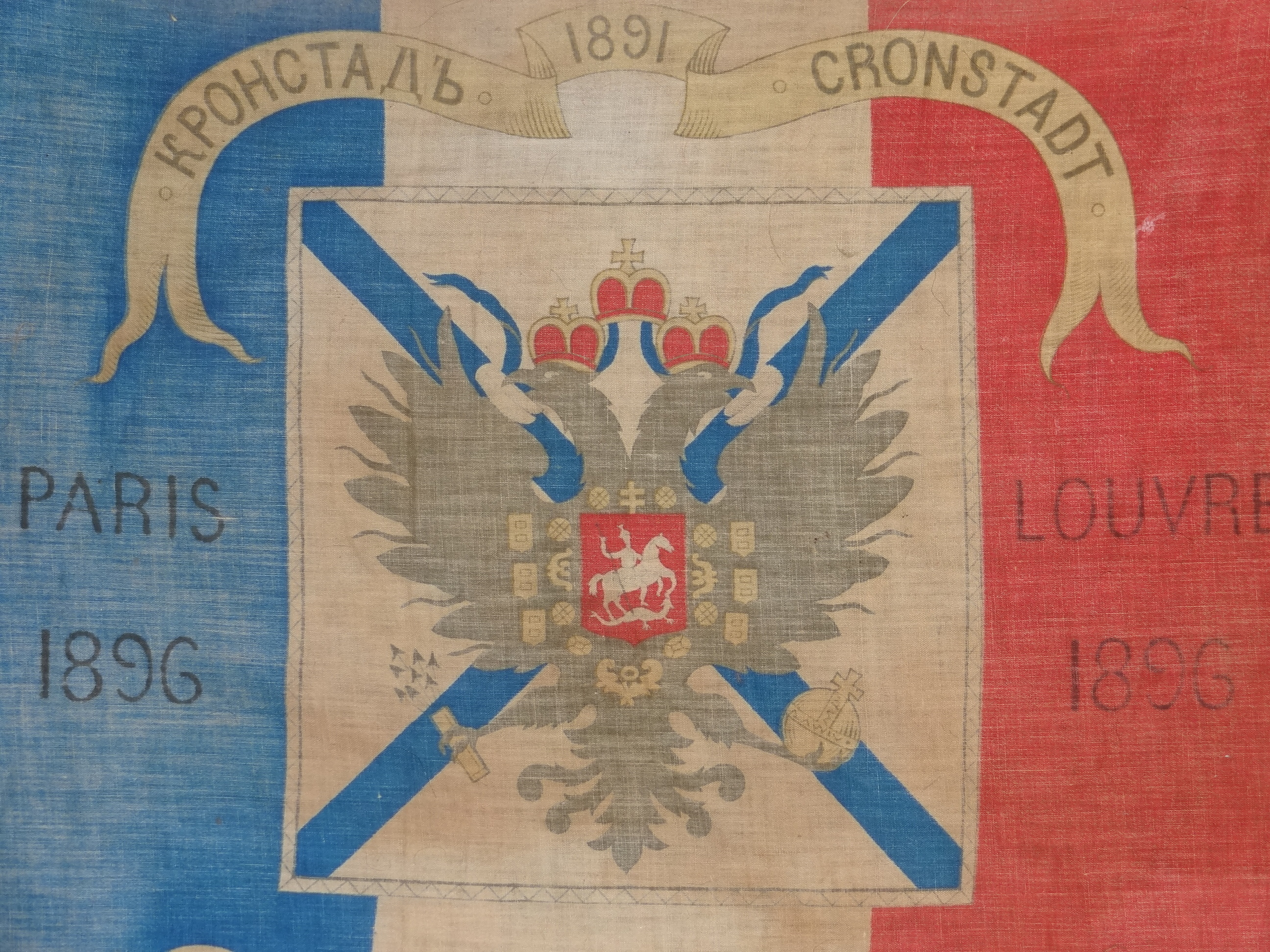
Пам'ятний прапор
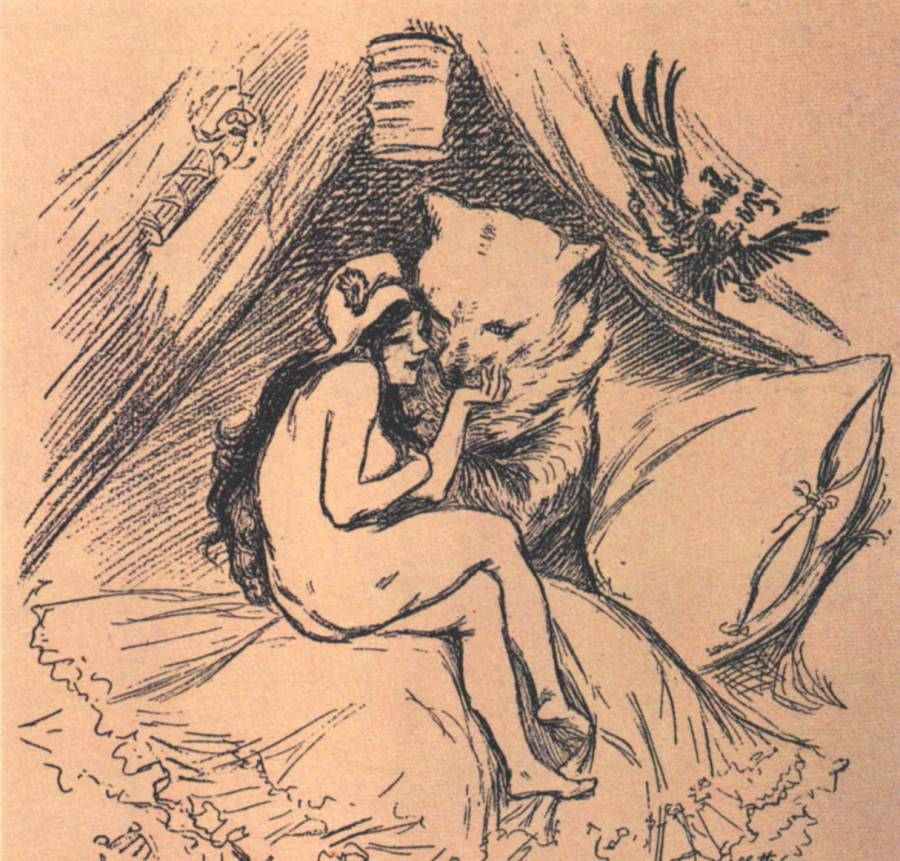
Маріанна обіймається з російським ведмедем. Карикатура, 1893
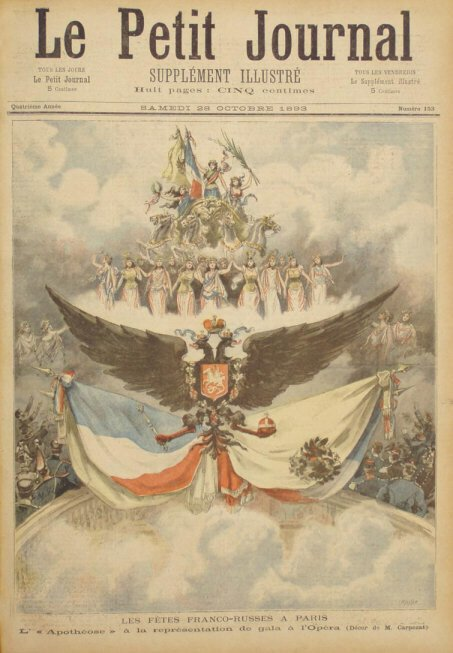
Обкладинка Petit Journal з нагоди франко-російського свята, 1893
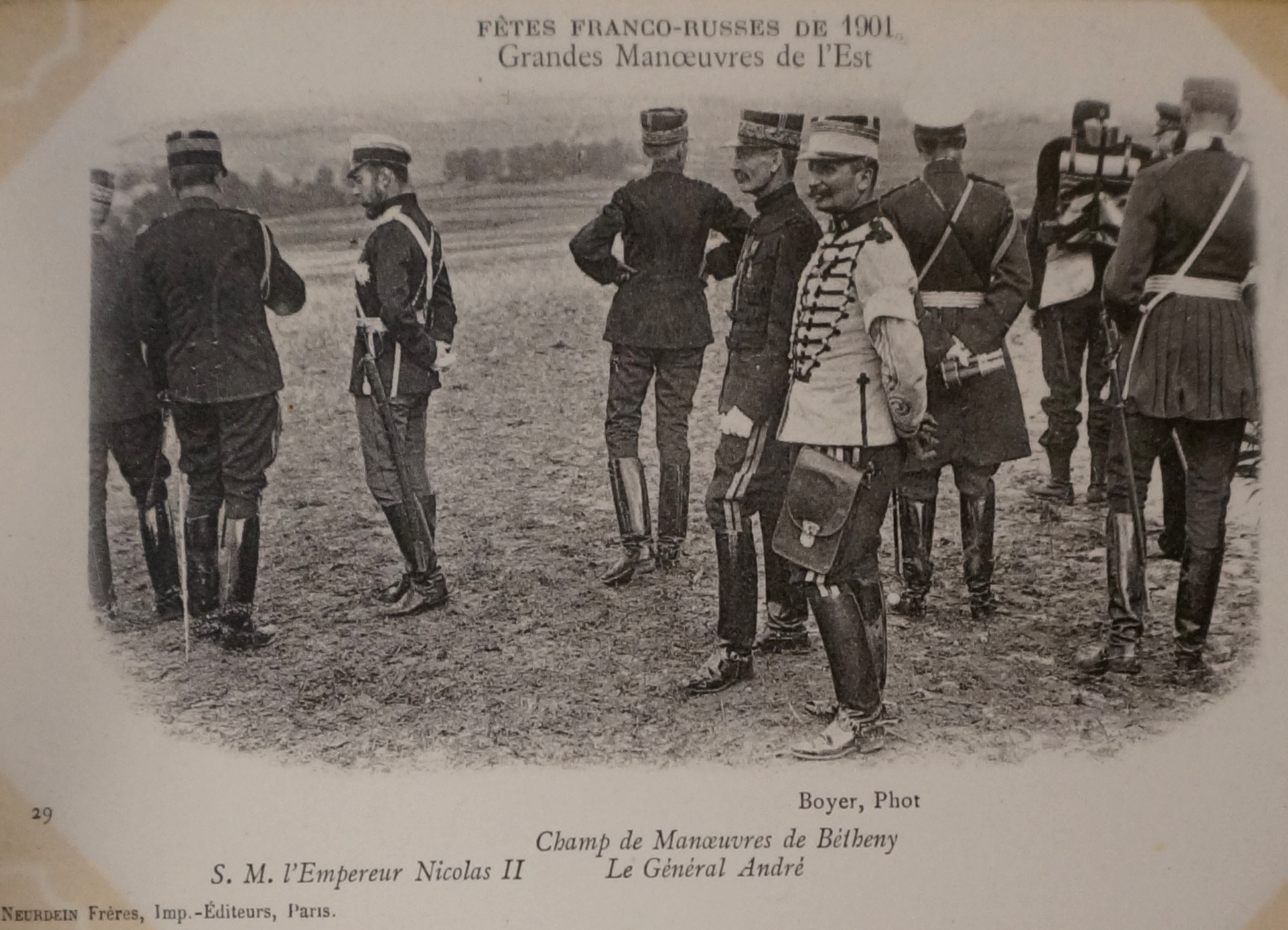
Ніколай II та французький військовий міністр
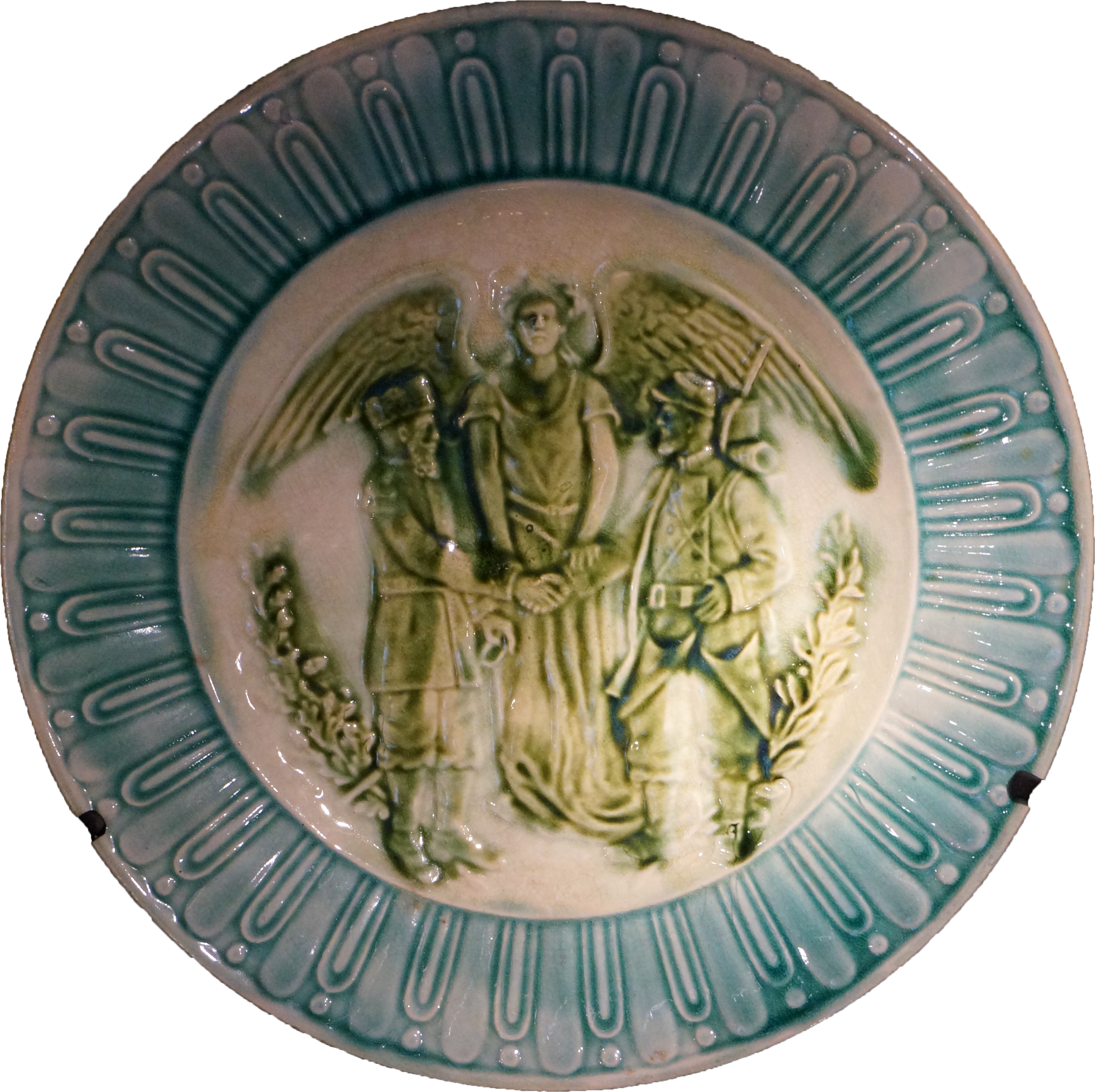
Пам'ятна тарілка
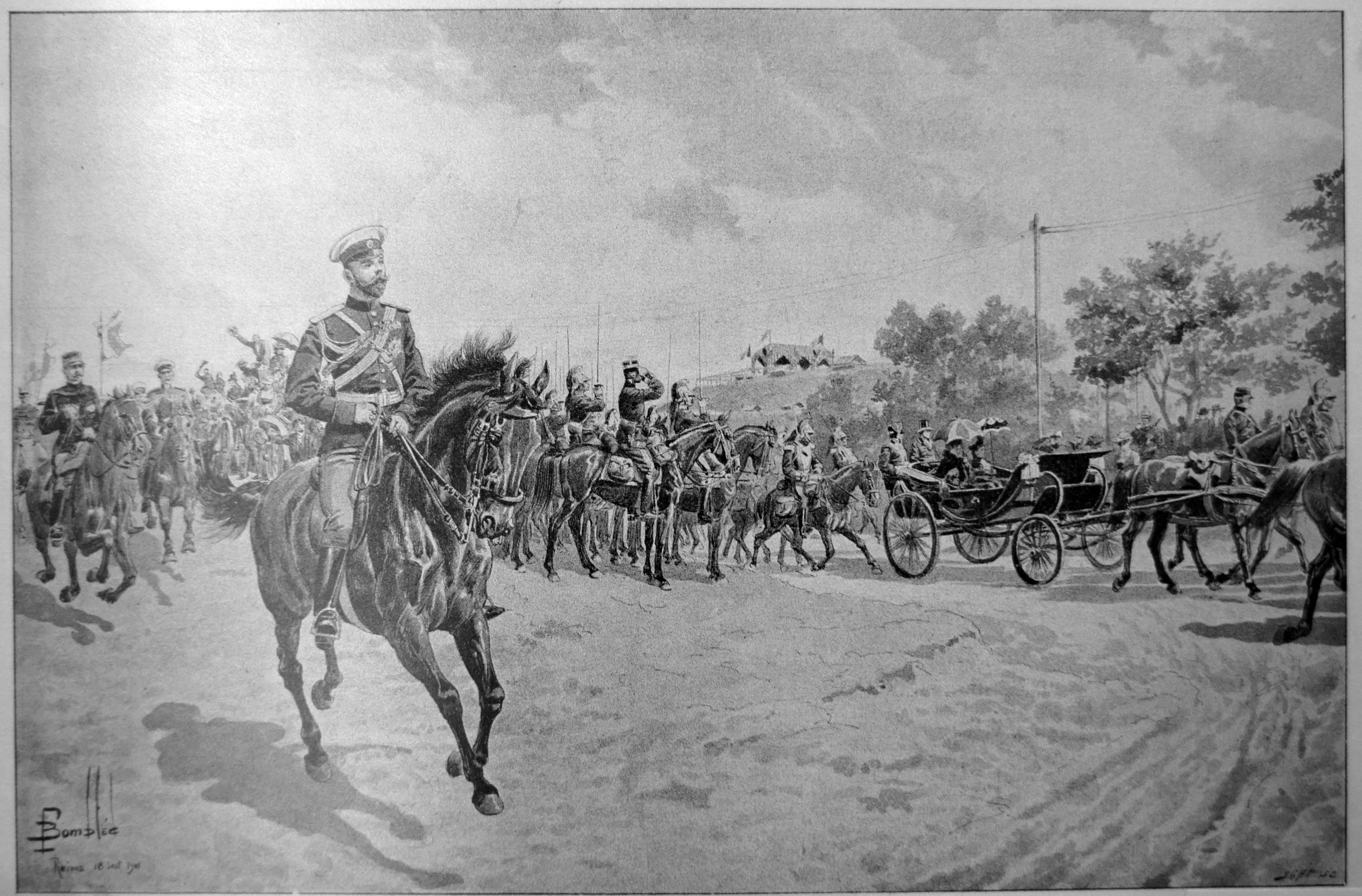
Ніколай II та генерал Жозеф Брюжер на маневрах, 1901
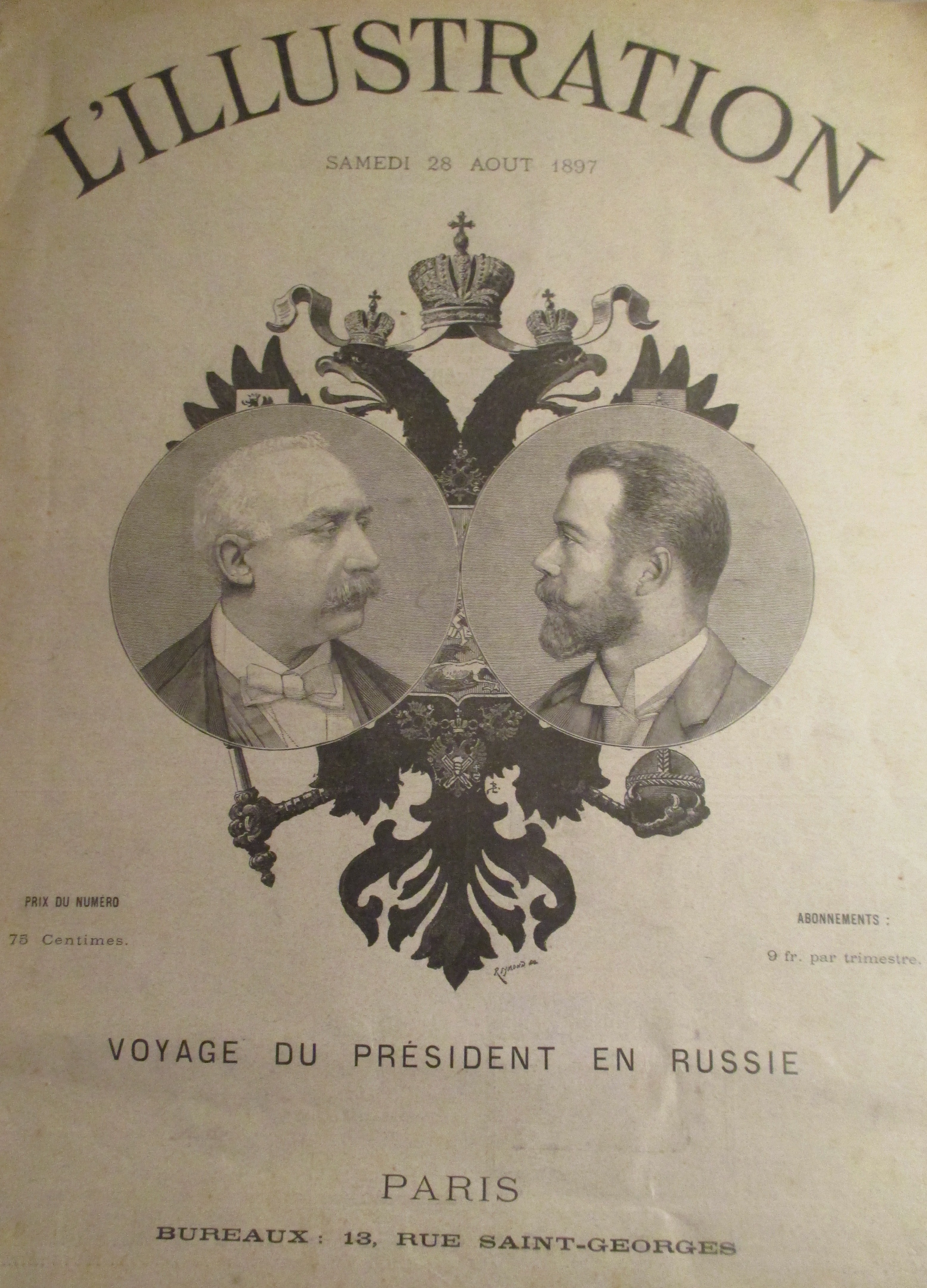
Обкладинка L'Illustration: подорож президента Фелікса Фора до Росії, 28 серпня 1897